# Gmina Koszęcin
Gmina Koszęcin je obec v jihovýchodní části okresu Lubliniec ve Slezském vojvodství, s lesnicky-zemědělským hospodářstvím s tendencí rozvíjející se turistiky. od konce druhé světové války do května 1975 byla součástí Katovického vojvodství. V letech 1975–1998 byla začleněna pod správu Čenstochovského vojvodství. Po roce 1999 patří pod Slezské vojvodství.

## Povrch
Podle statistických údajů z roku 2002 gmina Koszęcin má rozlohu 128,54 km2: z toho
- zemědělská půda: 41 %
- lesy: 52 %

Obec zaujímá 15,63 % povrchu okresu Lubliniec.

## Počet obyvatel
Údaje jsou z roku 2004, 2008 a 2011
|                               | celkem | celkem | ženy | ženy | muži | muži |
| rok                           | osob   | %      | osob | %    | osob | %    |
| ----------------------------- | ------ | ------ | ---- | ---- | ---- | ---- |
| 2004                          | 11453  | 100    | 5819 | 50,8 | 5634 | 49,2 |
| hustota počet obyvatel na km2 | 89,1   | 89,1   | 45,3 | 45,3 | 43,8 | 43,8 |
| 2008                          | 11523  | 100    | 5890 | 51,1 | 5633 | 61,1 |
| 2011                          | 11767  | 100    | 5976 | 50,8 | 5791 | 49,2 |
| 2013                          | 11833  | 100    | 6028 | 50,9 | 5805 | 49,1 |
| 2015                          | 11859  | 100    | 6050 | 51,0 | 5809 | 49   |

## Starostenské obce
Brusiek, Cieszowa, Koszęcin (sídlo úřadu gminy), Piłka, Rusinowice, Sadów, Strzebiń, Wierzbie.

## Obce bez starostenství
Bukowiec, Dolnik, Irki, Krywałd, Lipowiec, Łazy, Nowy Dwór, Prądy, Rzyce

## Sousední gminy
Boronów, Herby, Kalety, Kochanowice, Lubliniec, Tworóg, Woźniki

## Partnerská města
- Gura Humorului (Rumunsko)

- Kraubath an der Mur (Rakousko)